# Midnight Plateau
Midnight Plateau är en platå i Östantarktis. Australien gör anspråk på området.